# Grão (mineral)

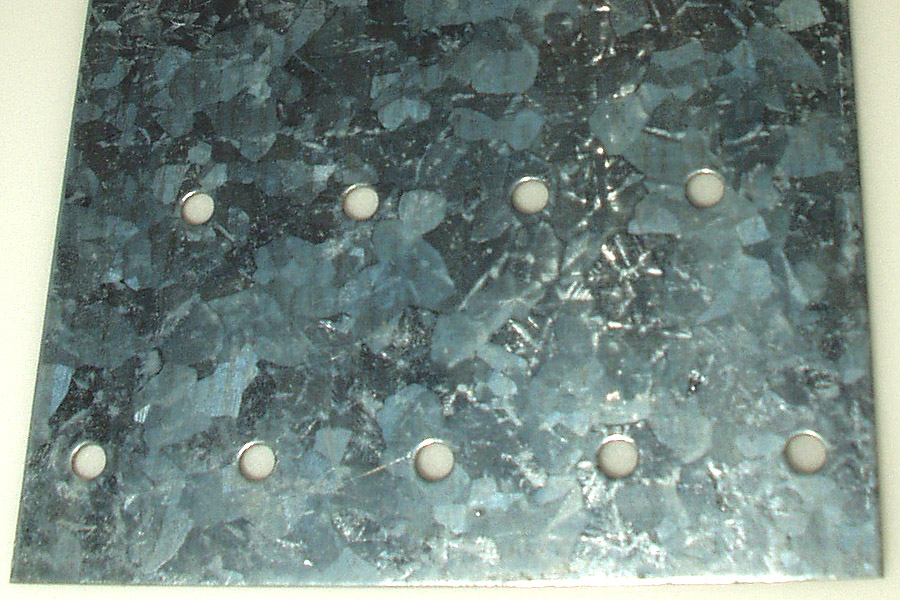
Superfície galvanizada com grãos visíveis de zinco.

Em mineralogia, um grão (também chamado cristalito) é a estrutura de uma rocha formada por pequenos elementos perceptíveis a simples vista. Cada um destes elementos é um grão.
Os objetos suficientemente grandes para ser visíveis e manipuláveis estão raramente, excetuando-se uns tantos casos (gemas, monocristais de silício para a indústria eletrônica, sem fibras e monocristais de uma superliga de níquel para construir motores de turborreactores). Quase todos os materiais são policristalinos, são contituídos de um grande número de monocristais (grãos) unidos entre si por delgados estratos de sólido amorfo. O tamanho do grão pode variar desde uns poucos nanômetros a vários milímetros.